# Hanns Wienold
Hanns Wienold (* 28. August 1944 in Großpostwitz) ist ein deutscher Soziologe und Emeritus an der Universität Münster. Seine Schwerpunkte in Forschung, Lehre und Publikationen betreffen Empirische Sozialforschung, Industriesoziologie und Gewerkschaften sowie Agrarsoziologie.

## Leben
Hanns Wienold floh als Kind mit seiner Mutter und Geschwistern aus der DDR und wuchs einige Jahre in Hürtgen auf. Er besuchte das altsprachliche Gymnasium in Dortmund von 1955 bis 1964.
Er war Professor für Soziologie und Methoden der empirischen Sozialforschung an der Universität Münster.
Arbeits- und Forschungsschwerpunkte liegen in Empirischer Sozialforschung und Statistik, insbesondere forscht er zur Gewerkschaftlichen Bildungsarbeit, zudem zur landwirtschaftlichen Entwicklung und zur Lage von Kleinbauern in Südasien und Lateinamerika. 
An der Universität Münster ist Hanns Wienold am Exzellenzcluster Religion und Politik beteiligt. Er ist Gesellschafter des Verlages Westfälisches Dampfboot GbR, den er mit Hans-Günter Thien gegründet hatte.

## Schriften
- Leben und Sterben auf dem Lande. Kleinbauern in Indien und Brasilien. Westfälisches Dampfboot Verlag, Münster 2007, ISBN 978-3-89691-675-4.
- Empirische Sozialforschung. Westfälisches Dampfboot Verlag, Münster 2000, ISBN 3-89691-694-7.
- mit Reinhart Kößler: Gesellschaft bei Marx. Westfälisches Dampfboot Verlag, Münster 2001, ISBN 3-89691-510-X.
- mit Torsten Bewernitz und Elisabeth Tuider: Dollares und Träume. Westfälisches Dampfboot Verlag, Münster 2009, ISBN 978-3-89691-764-5.
- glauben machen. Beiträge zur religiösen Praxis, Kultur und Ideologie.Westfälisches Dampfboot Verlag, Münster 2017, ISBN 978-3-89691-099-8.
- Indien heute. Die Armut bleibt unbesiegt. Westfälisches Dampfboot Verlag, Münster 2019, ISBN 978-3896912794